# Aserbaidschanische Badmintonmeisterschaft 2024
Die Aserbaidschanische Badmintonmeisterschaft 2024 fand an mehreren Wochenenden vom 30. November bis zum 21. Dezember 2024 in Baku statt.

## Medaillengewinner
| Disziplin    | Gold                           | Silber                                   | Bronze                            |
| ------------ | ------------------------------ | ---------------------------------------- | --------------------------------- |
| Herreneinzel | Aqil Qəbilov                   | Cahid Əlhəsənov                          | Rəvan Niftalıyev                  |
| Dameneinzel  | Nigar Səmədova                 | Həcər Nuriyeva                           | Viktoriya Kumanyayeva             |
| Herrendoppel | Aqil Qəbilov Rəvan Niftalıyev  | Cahid Əlhəsənov Sərxan Bağırov           | Kənan Rzayev Məhəmmədəli Bayramlı |
| Damendoppel  | Aysu Kərimzadə Nigar Səmədova  | Nəzrin Mehrəlizadə Viktoriya Kumanyayeva | Həcər Nuriyeva Nərmin Hüseynova   |
| Mixed        | Cahid Əlhəsənov Həcər Nuriyeva | Aqil Qəbilov Nigar Səmədova              | Rəvan Niftalıyev Nərmin Hüseynova |